# 에랄도 페치
에랄도 페치(이탈리아어: Eraldo Pecci eˈraldo ˈpɛttʃi[*], 1955년 4월 12일, 에밀리아-로마냐 주 산 조반니 인 마리냐노 ~)는 이탈리아의 기자, 평론가이자, 전직 축구 선수로, 현역 시절 미드필더로 활동했다.

## 클럽 경력
현역 시절, 페치는 볼로냐, 피오렌티나, 나폴리, 그리고 토리노에서 활동했고, 볼로냐 소속으로 코파 이탈리아를, 토리노 소속으로 세리에 A를 우승했다.

## 국가대표팀 경력
페치는 1975년부터 1978년까지 이탈리아 국가대표팀 경기에 6번 출전했고, 1978년 월드컵에 이탈리아 선수단으로 참가해 4위의 성적을 거두었다.

## 수상

### 클럽
볼로냐
- 코파 이탈리아: 1973–74

토리노
- 세리에 A: 1975–76